# Kersten Radzimanowski
Kersten Radzimanowski (* 21. Mai 1948 in Altlandsberg, Brandenburg) ist ein deutscher Politiker. Für wenige Wochen war er Staatssekretär in der letzten DDR-Regierung. Heute betätigt er sich in der NPD.

## Leben
Von 1969 bis 1976 war Radzimanowski Mitarbeiter des Zentralorgans der DDR-CDU Neue Zeit. Parallel dazu studierte er an der Humboldt-Universität zu Berlin Geschichte. 1976/77 war er Redakteur der Zeitschrift Standpunkt, bevor er 1978 als Fachgebietsleiter zur Neuen Zeit zurückkehrte. 1981 erfolgte die gesellschaftswissenschaftliche Promotion in Ost-Berlin. Zwischen 1992 und 1997 war Radzimanowski im Bildungsbereich und danach als freier Autor insbesondere für die Junge Freiheit und das NPD-Parteiorgan Deutsche Stimme tätig. Daneben veröffentlicht er Publikationen mit dem Schwerpunkt Ostpreußen.

### Politik
Seit 1971 CDU-Mitglied, war Radzimanowski ab 1984 als Sektorenleiter beim Hauptvorstand der DDR-CDU tätig und ab 1984 dort stellvertretender Abteilungsleiter für internationale Beziehungen. Nach der Regierungsbildung im April 1990 gelangte der enge Vertraute Lothar de Maizières als Abteilungsleiter in das Ministerium für Auswärtige Angelegenheiten der DDR, das vom SPD-Politiker Markus Meckel geführt wurde. Nach dem Austritt der SPD aus der Regierung de Maizière und dem Rücktritt Meckels am 20. August 1990 übernahm Ministerpräsident de Maizière dessen Amt zusätzlich. Radzimanowski wurde Staatssekretär. Diesen Posten bekleidete er bis zum 2. Oktober 1990. 1991 wurde er Geschäftsführer der CDU Brandenburg. Weil ihm Inkompetenz und seine Vergangenheit als Funktionär in der Zentrale der DDR-CDU angelastet wurden, verlor er aber bereits nach wenigen Monaten dieses Amt. Nachdem er die CDU verlassen hatte, trat Radzimanowski 2008 in die Nationaldemokratische Partei Deutschlands ein. Für die Landtagswahl in Brandenburg 2009  kandidierte er auf Platz 4 der NPD-Landesliste. Er plädiert für ein freies, soziales und nationales Deutschland. Außerdem solle Deutschland statt mit den Vereinigten Staaten enger mit Russland und der Volksrepublik China zusammenarbeiten. Er arbeitete als Parlamentarischer Referent für den NPD-Europaabgeordneten Udo Voigt in dessen Beraterstab.

### Zusammenarbeit mit dem MfS
Radzimanowski war von 1969 bis 1973 Inoffizieller Mitarbeiter (IM) des Ministeriums für Staatssicherheit (MfS) unter dem Decknamen Markgraf. Er lieferte Informationen über die evangelische Kirche und die Aktion Sühnezeichen. Auch nach seiner Entpflichtung von der Mitarbeit gab er anlässlich mehrerer Reisen nach Südamerika Informationen an das MfS weiter. Radzimanowski selbst wies diese Vorwürfe als falsch zurück und gab lediglich Kontakte zum MfS zu, welche er im Zuge eines angeblichen Anwerbeversuchs des Bundesnachrichtendienstes gehabt habe. Anfang der 1990er Jahre wurde außerdem über vermutete enge Verbindungen Radzimanowskis zum sowjetischen Geheimdienst KGB berichtet.

## Werke
- Reform oder Revolution?: Lateinamerikas Christen auf der Suche nach der gesellschaftlichen Alternative. Union Verlag Berlin 1980.
- Frei Betto: Nachtgespräche mit Fidel Castro. Redigiert von Kersten Radzimanowski. 2. Auflage, Union-Verlag, Berlin 1988, ISBN 3-372-00220-2